# Columbus (Kentucky)
Pour les articles homonymes, voir Columbus.
Columbus est une ville du Kentucky située dans le comté de Hickman, aux États-Unis. Au recensement de 2000, la ville comptait 229 habitants.

## Géographie
Columbus est situé à 36° 45′ 37″ N, 89° 06′ 10″ O, à 140 mètres au-dessus du niveau de la mer. Selon le bureau du recensement des États-Unis, la ville a une surface totale de 1,1 km², dont 1,1 km² de terres, soit 0 km² de surface aquatique.

## Démographie
Lors du recensement de 2000, on comptait 229 personnes, 95 ménages, et 60 familles résidant dans la ville. La densité de population est de 215,7 habitants au km².
La composition raciale de la ville était de 77,29 % de populations blanches, de 17,90 % de populations noires ou afro-américaines, de 2,18 % d'autres races, et de 2,62 % de deux races ou plus. Les hispaniques ou les latinos représentaient 4,80 % ans de la population.
Il y avait 95 ménages dont 27,4 % ont eu des enfants âgés de moins de 18 ans vivant avec eux, 49,5 % étaient les ménages mariés vivant ensemble, 12,6 % ont eu un chef de ménage féminin sans la présence de mari, et 35,8 % étaient des non-familles. 31,6 % de tous les ménages sont composés de plusieurs individus et 12,6 % sont composés d'un seul individu âgé de 65 ans ou plus ancien. La taille moyenne de ménage était 2,41 et la taille de la famille moyenne était 3,11.
La population se constituait de 23,1 % âgés de moins de 18 ans, 13,5 % âgés de 18 à 24 ans, 26,2 % âgés de 25 à 44 ans, 24,0 % âgés de 45 à de 64 ans, et de 13,1 % âgés de 65 ans et plus. L'âge moyen était de 35 ans. Pour 100 femmes il y avait 102,7 hommes. Pour 100 femmes âgés de 18 ans et plus, il y avait 95,6 hommes.
Le revenu médian pour un ménage dans la ville était de $25 313, et le revenu médian pour une famille était de $29 844. Les hommes ont eu un revenu médian de $21 667 contre $14 500 pour les femmes. Le revenu par tête pour la ville était de $11 766. Environ 5,1 % de familles et 9,1 % de la population étaient au-dessous du seuil de pauvreté, y compris 13,5 % de ceux sous l'âge de 18 ans et de 8,3 % des 65 ans ou plus.

## Histoire
Durant la présidence de Thomas Jefferson, un incendie à Washington l'incita à proposer que la capitale des États-Unis soit déplacée à la ville de Columbus. La proposition échoua au Sénat par une voix simple.
En 1878, la légende américaine du chemin de fer Casey Jones a obtenu son premier travail avec le chemin de fer ici, travaillant en tant que télégraphiste pour Mobile & Ohio Railroad, à l'âge de 15 ans.

### Guerre de Sécession
Le moment le plus notable de Columbus dans l'histoire américaine est sans doute survenu en septembre 1861, durant la Guerre de Sécession, quand la ville a été saisi par les forces confédérées. Le parc d'État de Columbus-Belmont commémore les évènements qui s'en sont ensuivis.